# PYGO2
PYGO2‏ (Pygopus family PHD finger 2) هوَ بروتين يُشَفر بواسطة جين PYGO2 في الإنسان.